# Estadio Polideportivo Modibo Keïta
El Estadio Polideportivo Modibo Keïta (en francés: Stade omnisports Modibo-Keïta) es un estadio de usos múltiples ubicado en la ciudad de Bamako, la capital de Malí. Actualmente se utiliza para los partidos de fútbol del club Real Bamako y en ocasiones, para el equipo nacional la Selección de fútbol de Malí. El estadio tiene capacidad para 35 000 personas, y lleva el nombre del Presidente Modibo Keïta. 
El estadio fue sede de un total de siete partidos durante la Copa Africana de Naciones 2002. Desde un acantilado cercano se observa una buena vista del estadio.